# Воронківська сільська рада
Воронкі́вська сільська́ ра́да — колишній орган місцевого самоврядування в Володимирецькому районі Рівненської області. Адміністративний центр — село Воронки.

## Загальні відомості
- Воронківська сільська рада утворена в 1940 році.
- Територія ради: 85,78 км²
- Населення ради: 1 940 осіб (станом на 2001 рік)
- Водоймища на території, підпорядкованій даній раді: річка Стубла, озера «Воронківське», «Луківське».

## Населені пункти
Сільській раді були підпорядковані населені пункти:
- с. Воронки
- с. Луко

## Склад ради
Рада складалася з 16 депутатів та голови.
- Голова ради: Хомич Леонід Іванович
- Секретар ради: Якубська Галина Василівна

### Керівний склад попередніх скликань
| ПІБ                       | Основні відомості                                                               | Дата обрання | Дата звільнення |
| ------------------------- | ------------------------------------------------------------------------------- | ------------ | --------------- |
| Гусар Віталій Іларіонович | Сільський голова, 1956 року народження, безпартійний                            | 26.03.2006   | 31.10.2010      |
| Хомич Леонід Іванович     | Сільський голова, 1964 року народження, освіта середня спеціальна, безпартійний | 31.10.2010   |                 |

Примітка: таблиця складена за даними сайту Верховної Ради України